# Alexia 't Serstevens
Alexia 't Serstevens est une joueuse de hockey sur gazon belge. Elle évolue au poste d'attaquante au Waterloo Ducks et avec l'équipe nationale belge.

## Biographie
Alexia est née le 9 novembre 1999 en Belgique.

## Carrière
Elle a été appelée en équipe première pour concourir à la Ligue professionnelle 2019.